# Lexus GS 450h

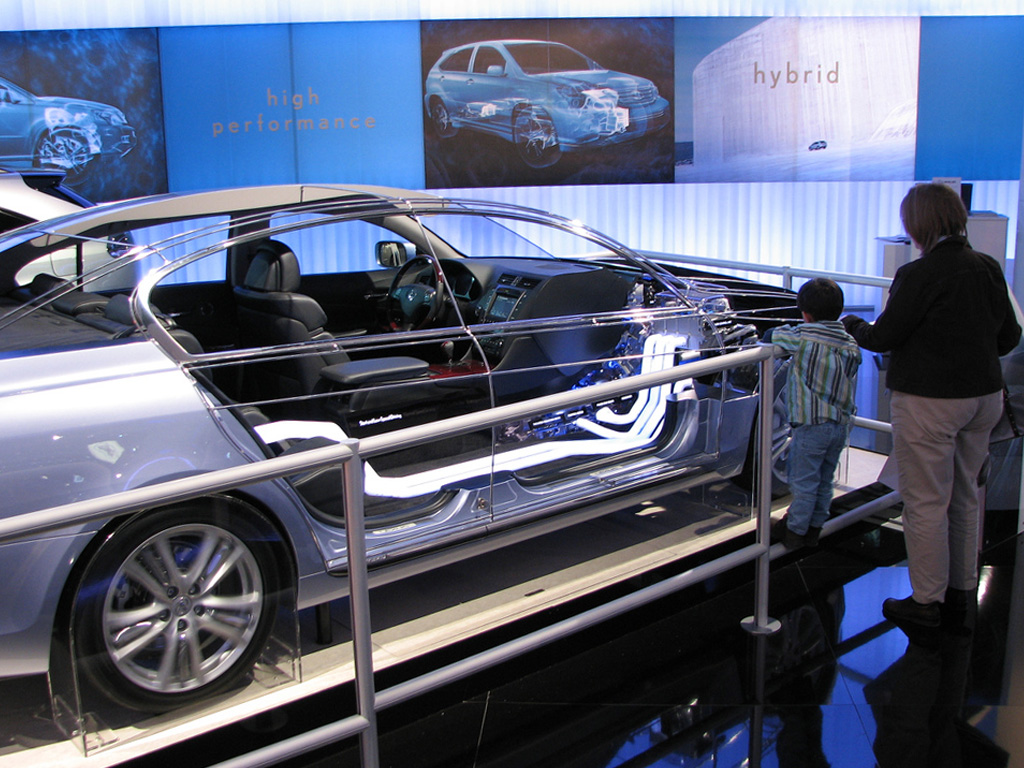
Lexus GS 450h

Lexus GS 450h — первый в мире гибридный седан бизнес-класса с  задним приводом, выпускаемый автомобилестроительной корпорацией Toyota.
Lexus GS 450h поступил в продажу в Европе в начале лета 2006 года (от 70 000 €, 2008 от 55 555 €). Автомобиль оборудован 3,5-литровым бензиновым двигателем V6 в связке с электромотором. Объединенная мощность превышает 250 кВт/345 DIN лс.
Разгон от 0 до 100 км/ч — 5.9 секунды, далее — с той же динамикой до максимальной скорости, которая принудительно ограничена 250 км/ч (вес — 1.9 тонны).
Новая комбинация двигателя и трансмиссии наделяет GS 450h эксплуатационными качествами, которые характерны моделям с обычным 4,5-литровым V8, а расход топлива не выше, чем у транспортного средства с 4-цилиндровым 2,0-литровым двигателем.
GS 450h значительно экономней сходных спортивных седанов, его расход топлива — всего 7,9 л/100 км в комбинированном цикле, выделение CO2 у нового Lexus составляет 185 г/км.